# Pinacothèque du château des Sforza
La Pinacothèque du château des Sforza est un musée situé à Milan. Il abrite des collections de peintures, au sein du groupe des Musei del Castello Sforzesco.

## Histoire
La collection de la pinacothèque est née au XIXe siècle, alors que Milan avait déjà deux importantes pinacothèques, la pinacothèque Ambrosienne et la pinacothèque de Brera. Elle en formait une troisième, au sein du museo Poldi Pezzoli. Dans ce contexte, la Pinacothèque du Château est vue par antonomase comme un musée citadin, endroit où sont rassemblées les collections propres à l'histoire de la ville. Pour cette raison, presque toutes les œuvres exposées proviennent ou de Milan ou de collections artistiques de citadins milanais, comme la célèbre collection de la famille Famille Trivulzio, achetée par une souscription citadine en 1935.
L'inauguration officielle, comme musée artistique municipal, a lieu le 2 juin 1878.
Parmi les donateurs, on compte : Antonio Guasconi (1863-1865), les frères Attendolo Bolognini (1865),
Malachia De Cristoforis (it) (1876), Camillo Tanzi (1881), Francesco Ponti (1895), etc. La collection est continuellement enrichie par donations, dépôts régionaux et acquisitions comme les œuvres de Canaletto et Bernardo Bellotto entre 1995 et 1998.
Les dernières donations, par Mauro Natale, Laura Basso, Valter Palmieri, en 2003, ont enrichi la galerie d’œuvres de sculptures, d'objets d'orfèvrerie et de médailles, en relation étroite avec les peintures et leur époque.

## Parcours
La pinacothèque est située au premier étage du château et est composée de sept salles, numérotées de XX à XXVI.

### Salle XX

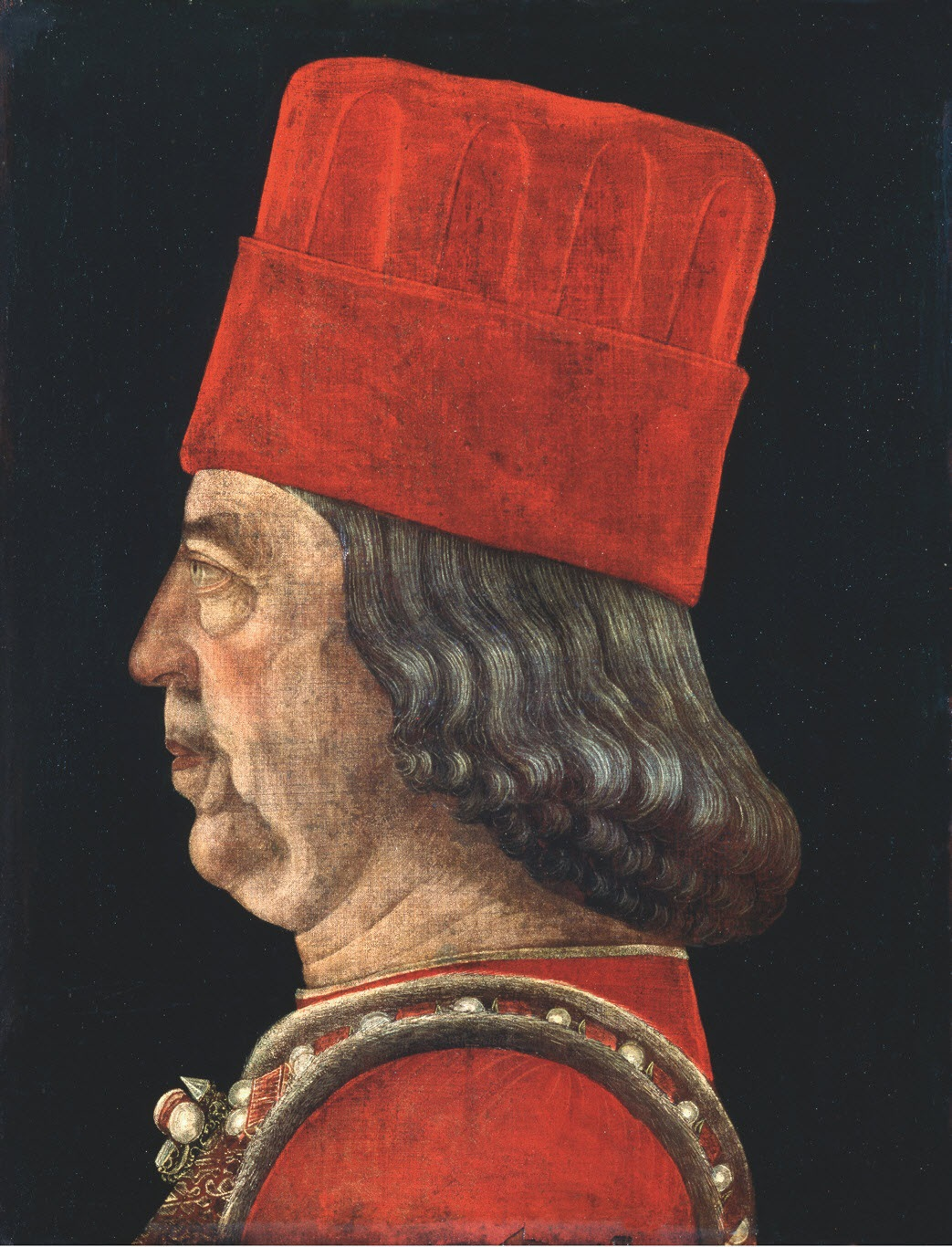
Portrait de Borso d'Este, 1469-1471

La salle XX, appelée un temps la « salle dorée », est consacrée à l'art milanais à la cour des familles Visconti et Sforza.
Œuvres présentées dans celle salle :
- Michelino da Besozzo (de son cercle), Madonna col Bambino e i santi Giovanni Battista e Pietro Martire, 1430 env.
- Benedetto Bembo, Polittico di Torchiara, 1462
- Pisanello, Medaglia di Filippo Maria Visconti|texte=Medaglia di Filippo Maria Visconti, 1441
- Gianfrancesco Enzola, Medaglia di Francesco I e Galeazzo Maria Sforza, 1459
- Le Filarète, Medaglia con autoritratto, 1460 env.
- Cristoforo Foppa, Medaglia di Francesco I Sforza, 1488 env.
- Cristoforo Foppa (attr.), Medaglia di Ludovico Sforza detto il Moro, 1488 env.
- Niccolò di Forzore Spinelli (attr.), Medaglia di Stefano Taverna, 1495-1497 env.
- Cristoforo Foppa (attr.), Medaglia di Gian Giacomo Trivulzio, 1499
- Zanetto Bugatto (attr.), Ritratto di Galeazzo Maria Sforza, 1474-1476
- Peintre lombard, Bona di Savoia presentata da una santa martire, 1471-72
- Baldassarre d'Este (ambito di), Ritratto di Borso d'Este, 1469-1471
- {Ambrogio Bevilacqua, Madonna col Bambino, 14895-1499
- Maestro di Trognano, Altare di Santa Maria del Monte a Velate, 1476-1491
- Maestro di Trognano, Adorazione dei pastori, dopo il 1481

### Salle XXI

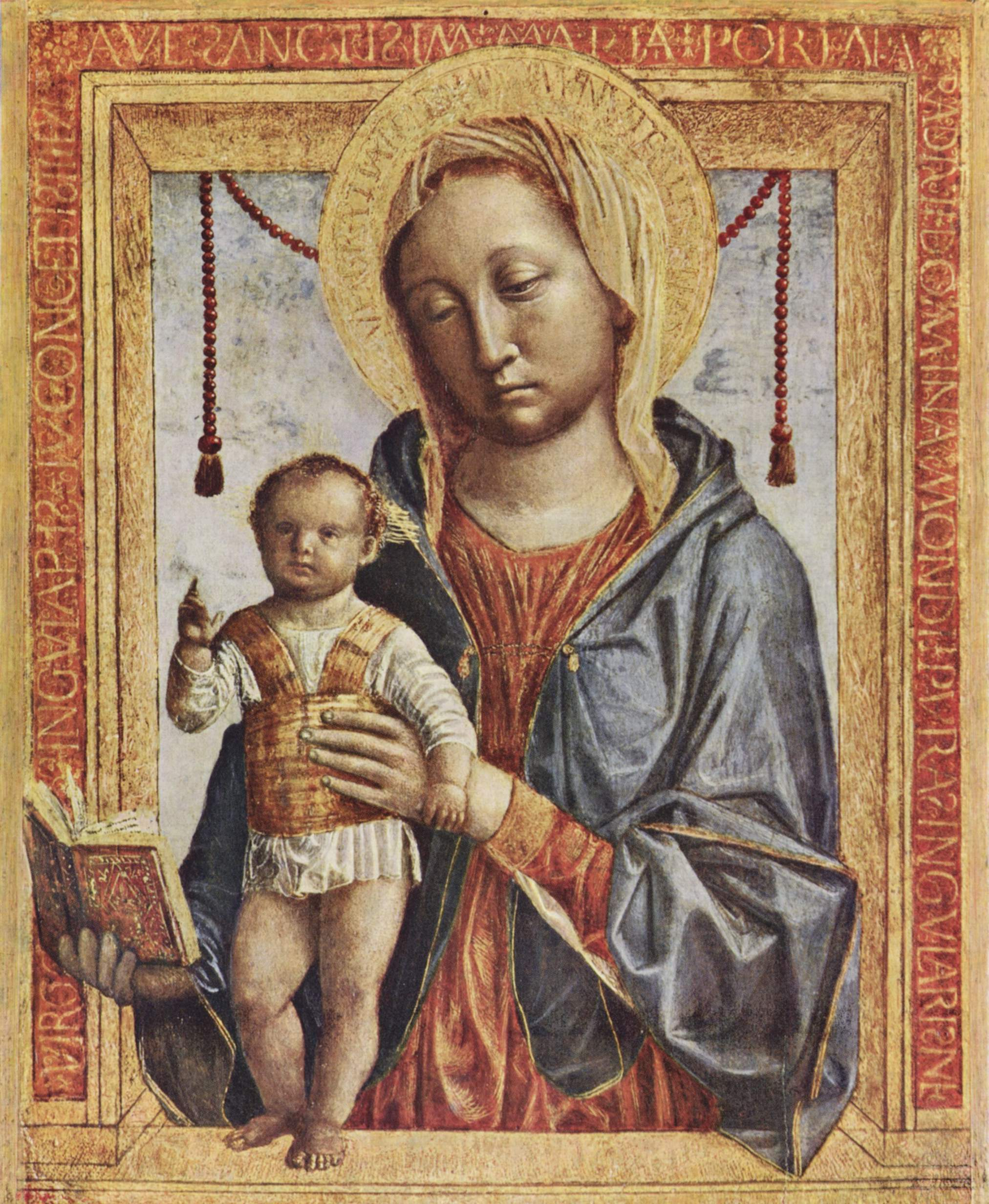
Vincenzo Foppa, Madonna del Libro, 1475 env.

La salle XXI est consacrée à Ludovic Sforza et à la domination espagnole.
Œuvres présentées dans cette salle :
- Vincenzo Foppa, Madonna col Bambino, 1450-1480
- Vincenzo Foppa, Madonna del Libro (it), 1475 env.
- Vincenzo Foppa, San Teodoro, 1450-1480
- Vincenzo Foppa, Sant'Agostino, 1450-1480
- Vincenzo Foppa, Testa di Santo, 1460-1464
- Vincenzo Foppa, Martirio di san Sebastiano, 1490-1500
- Vincenzo Foppa, San Francesco riceve le stimmate e San Giovanni Battista, 1488-1489 env.
- Peintre lombard, San Giuseppe, 1495-1500
- Peintre lombard, Sant'Antonio da Padova, 1495-1500
- Sculpteur lombard, quatre médailles avec Busti di imperatori de la Banco Medici, 1485 env.
- Peintre flamand, Ritratto virile, 1475-1499
- Ambrogio Borgognone, Cristo in pietà tra due angeli, 1488-1490
- Ambrogio Borgognone, elemosina di san Benedetto, 1490
- Ambrogio Borgognone, San Girolamo, 1510 env.
- Ambrogio Borgognone, San Rocco, 1505-1510,dono famiglia Cantoni 1914.
- Peintre lombard, Madonna in trono col Bambino tra i santi Sebastiano e Girolamo, 1510 env.
- Peintre de Pavie, Busto di santa Caterina d'Alessandria, 1480-1490
- Peintre lombard, Santa Chiara e Santi Egidio e Nicola da Tolentino, fine del XV secolo
- Maestro della Pala Sforzesca (it), cinq tondi con santi e apostoli, 1475-1499
- Bernardino Butinone, Tabernacolo con storie della vita e della Passione di Cristo, 1490-1500
- Peintre lombard, Storie di santa Caterina, 1490-1500 env.
- Bernardino de Conti, Madonna col Bambino, 1495-1500
- Marco d'Oggiono, Madonna col Bambino e san Giovannino (retro grottesche), 1510 env.
- Marco d'Oggiono, Nozze di Cana, 1519-1522
- Andrea Solari, Ritratto femminile, 1505-1507
- Pseudo-Boltraffio, due pannelli con Santi e devoti, 1510-1515
- Pseudo-Boltraffio, Madonna in trono col Bambino, 1510-1515
- Bernardo Zenale (ambito di), Flagellazione, 1515-1520
- Giampietrino, Maddalena, 1520-1530
- Gerolamo Giovenone, due pannelli con Santi e devoti, 1508
- Francesco de Tatti, Polittico di Bosto, 1517
- Gaudenzio Ferrari (ambito di), Tavolette di predella, 1530-1550
- Bramantino, Noli me tangere, 1480-1490
- Bramantino, Compianto sul Cristo morto, 1515-1520
- Agostino Busti, Madonna Taccioli, 1522
- Bernardino Luini, Ercole e Atlante, 1513-1515
- Bernardino Luini, Madonna Oggioni, 1516 env.
- Cesare da Sesto, Polittico di San Rocco, 1523

### Salle XXII
La salle XXII est consacrée à trois petites œuvres de la Renaissance italienne :
- Peintre lombard, Cristo benedicente, 1510 env.
- Peintre lombard, Madonna col Bambino, 1475-1500.
- Girolamo Santacroce, Trinità, 1533.

### Salle XXIII

Andrea Mantegna, Madonna in gloria e santi Giovanni Battista, Gregorio Magno, benedetto e Girolamo, 1497

La salle XXIII est consacrée aux œuvres issues de la collection Trivulzio, et des autres œuvres provenant d'églises ou de monastères. On y trouve surtout des œuvres d'artistes non lombards.
Les œuvres suivantes sont présentées dans cette salle :
- Lorenzo Veneziano, Resurrezione, 1371
- Fra Filippo Lippi, Madonna Trivulzio, 1429-1432
- Giovanni Bellini, Madonna col Bambino, 1460-1465
- Carlo Crivelli, San Bartolomeo, 1472
- Carlo Crivelli, San Giovanni Evangelista, 1472
- Antonello de Messine, San Benedetto, 1470 env.
- Bartolomeo Cincani, Madonna col Bambino, 1480-490
- Andrea Mantegna, Retable Trivulzio, 1497
- Antonio Solario, Madonna col Bambino e i santi Pietro e Francesco, 1514 env.

### Salle XXIV

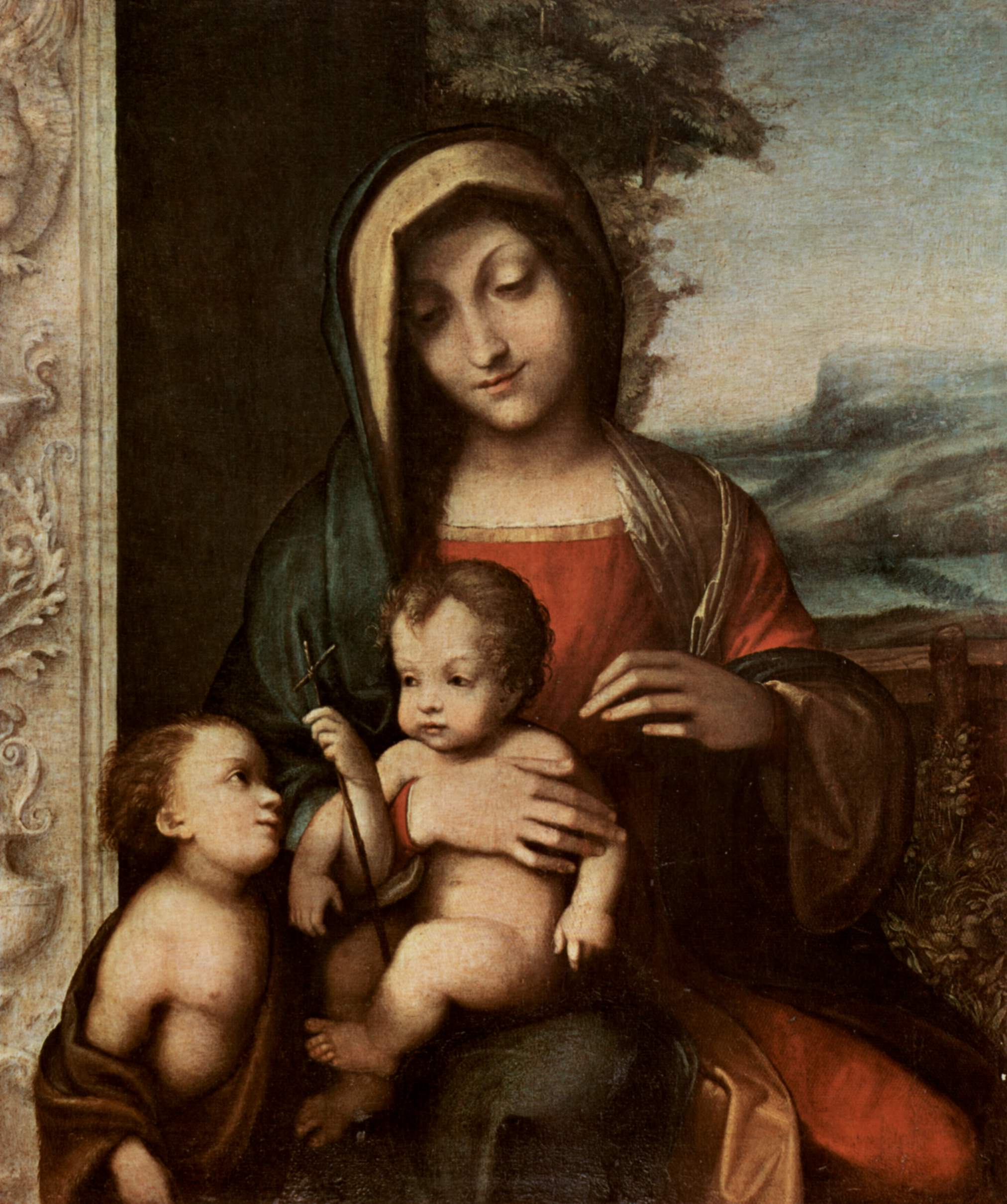
Le Corrège, Madonna Bolognini, 1514-1519

La salle XXIV contient des œuvres depuis la mort de François II Sforza en 1535 jusqu'à la fin du siècle, avec des œuvres de la Contre-Réforme et du maniérisme.
Les œuvres suivantes sont présentées dans cette salle :
- Agnolo di Cosimo di Mariano, dit Bronzino, Ritratto di Lorenzo Lenzi, 15
- Le Corrège, Madonna Bolognini, 1514-1519
- Le Corrège, Ritratto di uomo che legge, 1517-1523
- Fede Galizia, Cristo nell'Orto, fine del XVI secolo
- Lucia Anguissola, Autoritratto, 1557

- Europa Anguissola (de) (attr.), Ritratto di Livia de lanchi, 1550-1575
- Jacopo Nizzola detto il Trezzo, Medaglia di Giannello Torrini, 1555
- Leone Leoni, Medaglia di Ippolita Gonzaga, 1551
- Jacopo Nizzola, Medaglia di Isabella Capua Gonzaga, 1552 env.
- Leone Leoni, Medaglia di Ferrante Gonzaga, 1555-1556
- Annibale Fontana, Medaglia di Giovanni Battista Castello, 1558-1560 env.
- Pompeo Leoni, Medaglia di Francisco Fernández de Liébana, 1575
- B. S., Medaglia di Prospero Visconti, 1582
- Pellegrino Tibaldi, Santa Margherita d'Antiochia, 1558-1561
- Pellegrino Tibaldi, San Giorgio, 1558-1561
- Giovanni da Monte (it) (attr.), Cristo deriso, 1565-1570 env.
- Antonio Campi, Martirio di san Sebastiano, 1575
- Bernardino Campi, Sant'Ugo di Lincoln e il beato Guglielmo da Fenoglio, 1576
- Bernardino Campi, Sant'Ugo di Grenoble e san Bruno, 1576
- Bernardino Campi, Cristo crocefisso, 1584-1591
- Aurelio Luini, Episodio del martirio di san Vincenzo, ante 1587
- Camillo Procaccini, Martirio di sant'Agnese, 1590-1592
- Giovanni Battista Trotti, Adorazione dei pastori coi santi Francesco e Chiara, 1580 env.
- Peintre de Crémone, Ritratto di bambina, 1550-1575

### Salle XXV

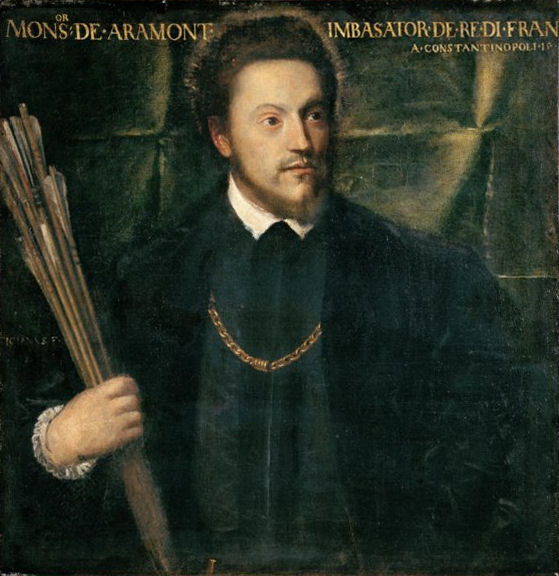
Titien, Portrait de l'ambassadeur Gabriel de Luetz d'Aramont, 1541-1542.

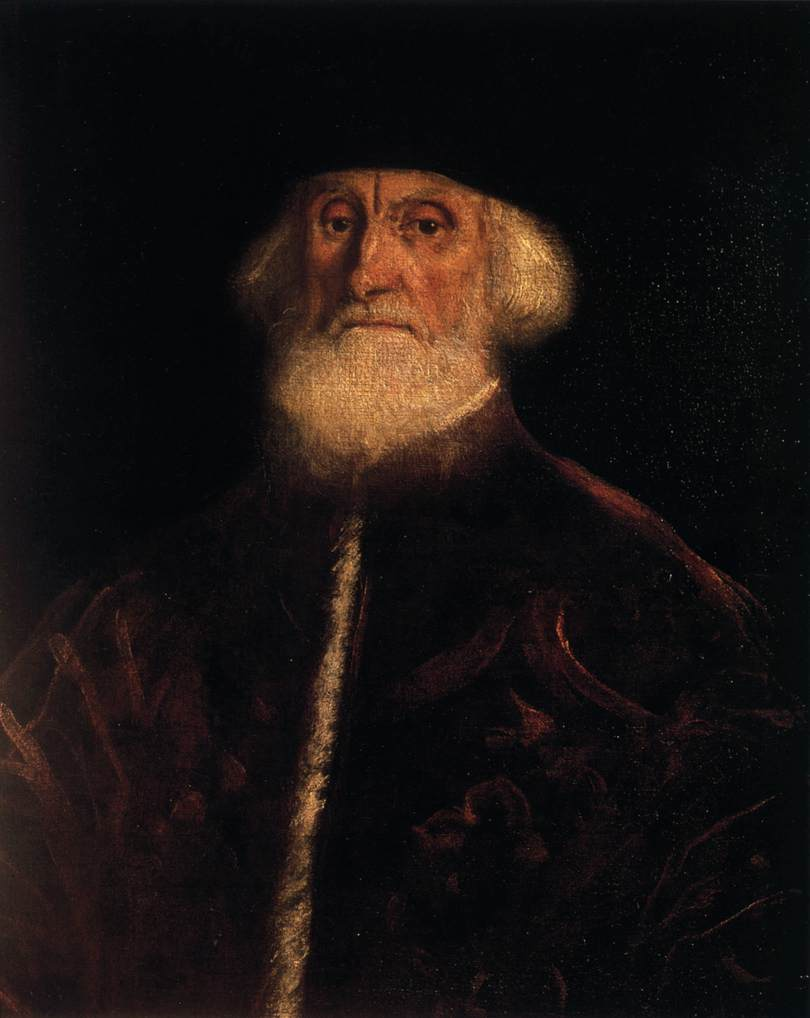
Le Tintoret, Portrait du procurateur Jacopo Soranzo, 1550-1551

La salle XXV abrite des œuvres vénitiennes et lombardes, inspirés de culture vénitienne. Elles proviennent presque toutes du XVIe siècle.
Les œuvres présentées dans cette salle sont les suivantes :
- Giovanni Bellini, Ritratto del poeta Raffaele Zovenzoni, 1467 env.
- Lorenzo Lotto, Ritratto di giovane con libro (it), 1526 env.
- Bernardino Licinio, Ritratto di donna che regge un'effige di defunto, 1525-1528
- Giovanni Antonio Sacchiense, Ritratto di gentiluomo con cagnolino, 1530
- Agostino Galeazzi, Ritratto di gentiluomo, 1540 env.
- Giovanni Cariani, Ritratto di devota, 1530-1535
- Giovanni Cariani, Lot e le figlie, 1540 env.
- Il Romanino, Madonna in trono col Bambino tra i santi Francesco, Antonio da Padova e un donatore, 1528-1529
- Alessandro Bonvicino, Sant'Antonio da Padova, 1530 env.
- Alessandro Bonvicino, San Giovanni Battista, 1542-1545
- Alessandro Bonvicino, Geremia, 1542-1545
- Alessandro Bonvicino, Sant'Orsola e le compagne, 1537
- Giovanni Battista Moroni, Martirio di san Pietro da Verona, 1555-1560
- Giovanni Battista Moroni, Ritratto di Giorgio Passo, 1569
- Giovanni Battista Moroni, Ritratto di Bartolomeo Colleoni, 1566-1569
- Titien, Ritratto dell'ambasciatore Gabriel de Luetz d'Aramont, 1541-1542
- Le Tintoret, Ritratto del procuratore Jacopo Soranzo, 1550-1551
- Le Tintoret, Testa virile, 1546-1548
- Domenico Robusti (en), Ritratto virile, 1580-1590
- Carlo Caliari, Martirio di santa Giuliana, 1595
- Atelier de Francesco Bassano le Jeune, Incoronazione di spine, 1583
- Atelier de Francesco Bassano le Jeune, Flagellazione di Cristo, 1583
- Leandro Bassano, Ritratto d'uomo, 1600-1610

### Salle XXVI

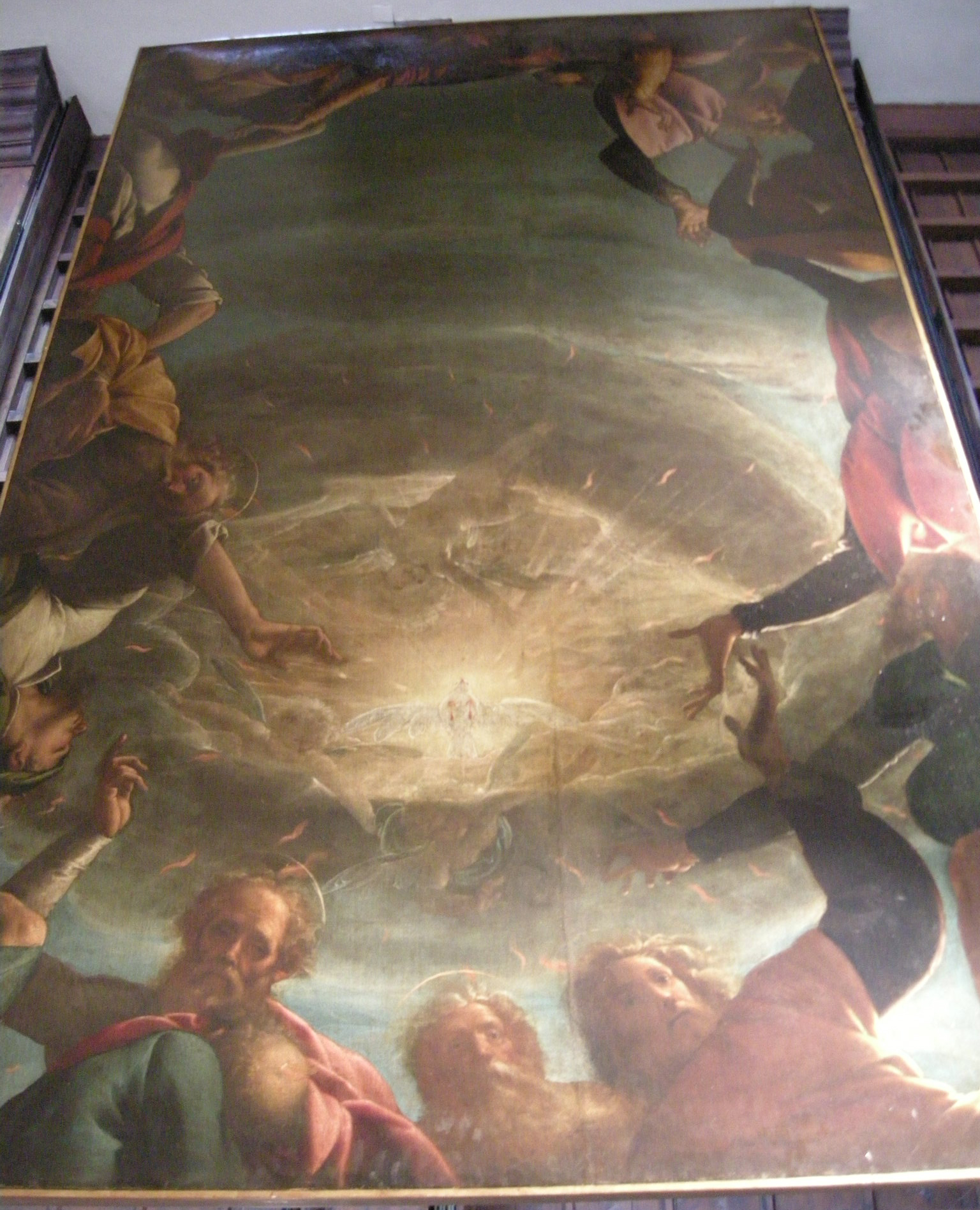
Morazzone, Pentecôte, 1615 env.

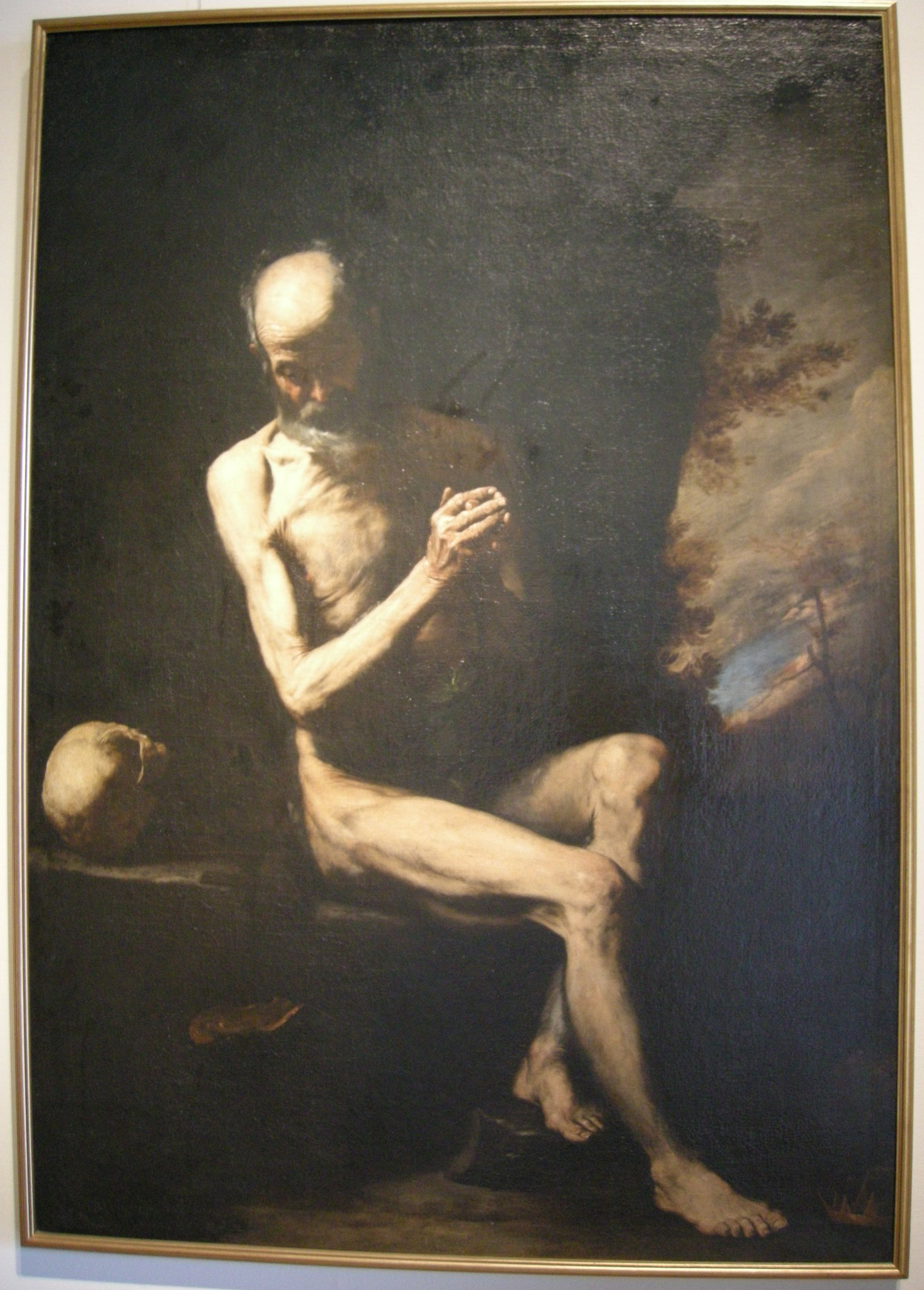
José de Ribera, Saint ermite, 1650 env.

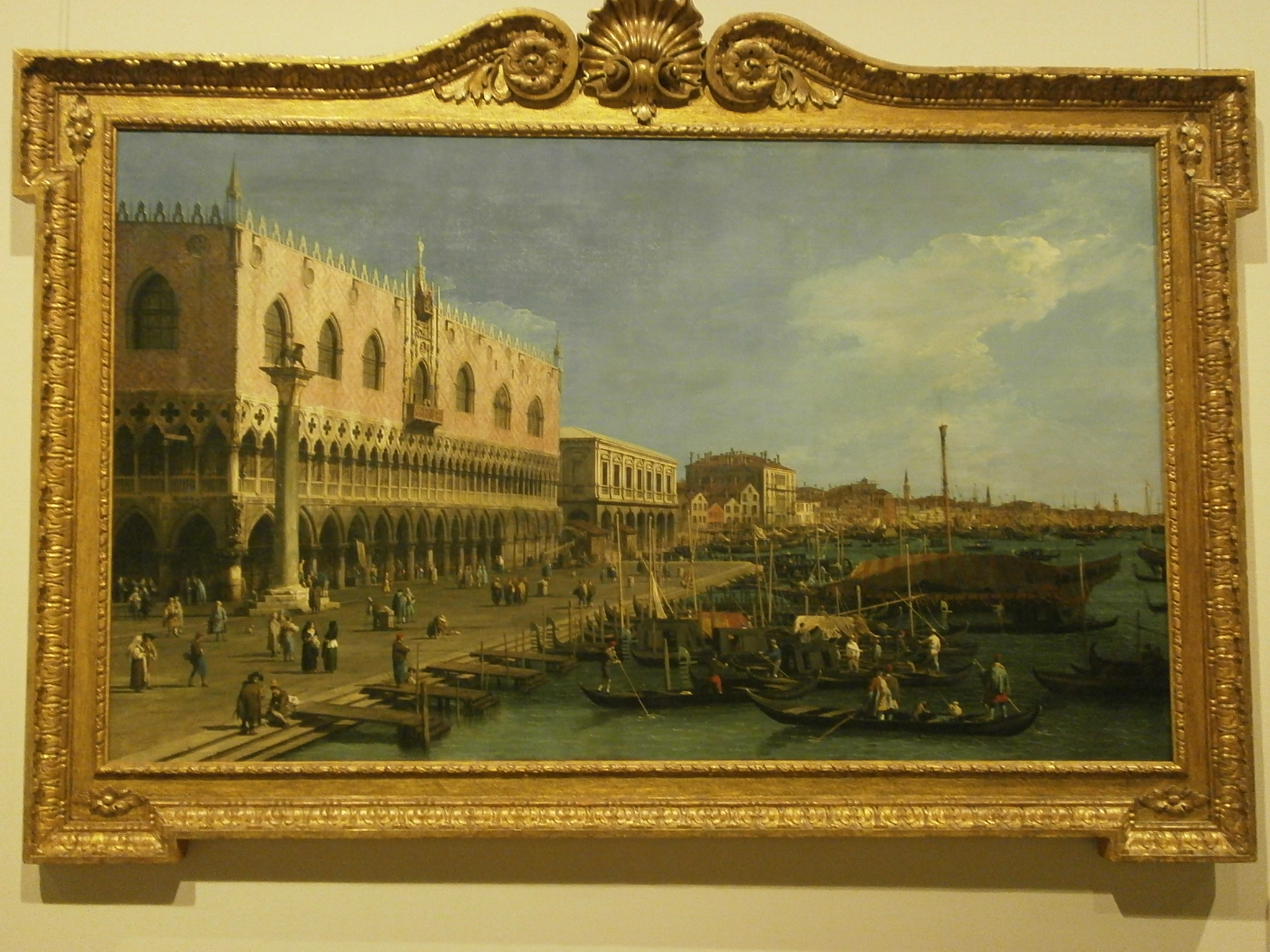
Canaletto, Il Molo verso la Riva degli Schiavoni con la colonna di San Marco, avant 1742.

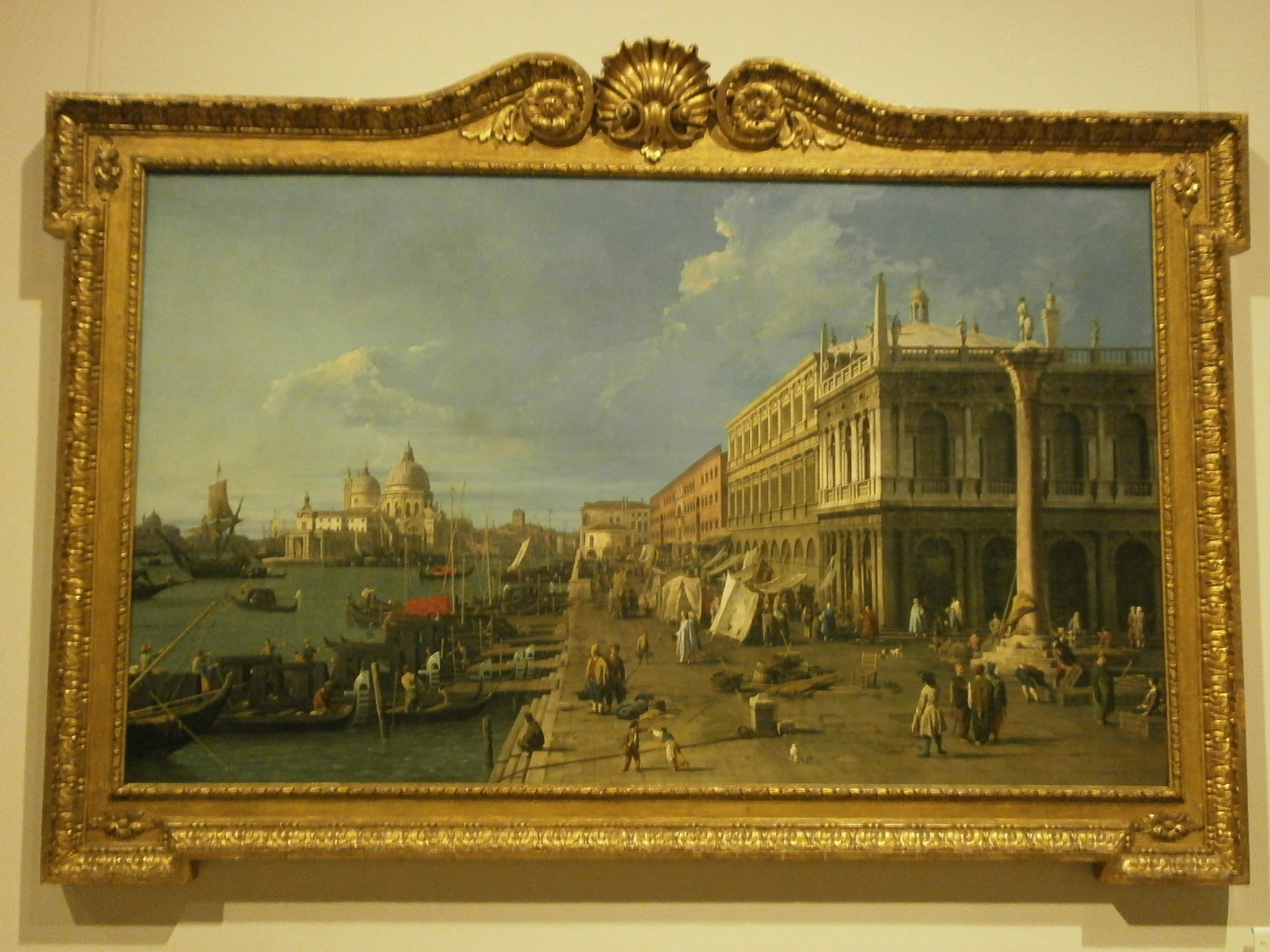
Canaletto, Il Molo verso la Zecca con la colonna di San Teodoro, avant 1742.

La salle XXIII est consacrée aux œuvres des XVIIe et XVIIIe siècles.
Œuvres présentées dans cette salle :
- Enea Salmeggia, Madonna col Bambino in gloria tra i santi Ambrogio e Carlo Borromeo, 1603
- Enea Salmeggia, Vergine in gloria tra santi, 1604
- Guglielmo Caccia dit Moncalvo, Madonna col Bambino, 1620-1630
- Hans Rottenhammer, Arcangelo Michele che calpesta il demonio, ante 1606
- Giovanni Battista Crespi, San Michele Arcangelo, 1605-1610
- Giovanni Battista Crespi, due pannelli con Storie di San Francesco, 1610-1620
- Joachim Wtewael, Steven de Witt, ante 1622
- Joachim Wtewael, Johan de Witt, ante 1622
- Peintre flamand, Ritratto virile a mezzo busto, 1578
- Peintre flamand, Ritratto di giovinetto, 1607
- Peintre hollandais, Ritratto virile a mezzo busto, 1610 env.
- Peintre hollandais, Ritratto femminile, 1630-1640
- Peintre hollandais, Ritratto maschile, 1630-1640
- Peintre nordique, Ritratto di Elisabetta di Boemia, 1630 env.
- Giulio Cesare Procaccini, Adorazione dei Magi, dopo il 1610
- Giulio Cesare Procaccini, Giuditta e Oloferne, 1620 env.
- Giulio Cesare Procaccini, Sacra Famiglia, 1615-1619
- Morazzone, Angelo che regge un calice, dopo il 1614
- Morazzone, Fucina di Vulcano, dopo il 1599
- Daniele Crespi, Martirio di santo Stefano, dopo il 1622
- Daniele Crespi, Adorazione dei pastori, 1623-1625
- Daniele Crespi, Ritratto del chirurgo Enea Fioravanti, dopo il 1625
- Giuseppe Vermiglio (en), San Sebastiano, dopo il 1635
- Giuseppe Vermiglio (en), Sacrificio di Isacco, dopo il 1621
- Peintre lombard, Apollo e Marsia, 1630 env.
- Paolo Camillo Landriani dit il Duchino, Sant'Ambrogio e il miracolo delle api, 1600-1610
- Giovanni Battista Crespi, San Giovanni Battista, dopo il 1605
- Giulio Cesare Procaccini, San Barnaba, 1610-1620
- Giulio Cesare Procaccini, San Sebastiano, 1610-1620
- Giulio Cesare Procaccini, Costantino riceve i resti degli strumenti della Passione, 1620
- Morazzone, San Rocco, 1608 env.
- Morazzone, Pentecoste (it), 1615 env.
- Guglielmo Caccia dit il Moncalvo, San Girolamo e l'angelo, 1625
- Melchiorre Gherardini (en) (attr.), San Carlo Borromeo, 1630 env.
- Francesco Cairo, Orazione nell'orto, 1633-1635
- Francesco Cairo, san Francesco in estasi, 1633-1635
- Francesco Cairo, Santa Cristina, dopo il 1638
- Francesco Cairo, Ritratto di poeta, 1645 env.
- Valerio Castello, Decollazione del Battista, 1645 env.
- Carlo Francesco Nuvolone, San Giuseppe col Bambino, 1638 env.
- Carlo Francesco Nuvolone, Immacolata concezione, 1636-1640
- Carlo Francesco Nuvolone, Sant'Antonio da Padova, 1643 env.
- Carlo Francesco Nuvolone, Cefalo e Procri, 1645-1650
- Carlo Francesco Nuvolone, Madonna col Bambino, 1645-1650
- Carlo Francesco Nuvolone, Ritratto di sacerdote, 1660-1670
- Giovanni Battista Discepoli, Adorazione dei Magi, 1652-1653
- Cesare Fiori, Medaglia di Gian galeazzo Trotti, 1670
- Gioacchino Francesco Travani, Medaglia di Alfonso Litta, 1672
- Giuseppe Vismara, Medaglia di Bartolomeo Arese, 1675 env.
- Cesare Fiori, Medaglia di Vercellino Maria Visconti, 1677
- Cesare Fiori, Medaglia di Pietro Paolo Caravaggio, 1677
- Giuseppe Vismara, Medaglia di Pietro Paolo Caravaggio, 1679
- Cesare Fiori, Medaglia di Enriquez de Cabrera e Toledo Giovanni Tomaso, 1679
- Pittore nordico, Ritratto di ragazzo col cappello in mano, 1633
- Carlo Ceresa, Ritratto della nobildonna Angelica Alessandri, 1643
- Pittore lombardo, Ritratto di Carlo Vezoli, 1654
- Jacob Ferdinand Voet (attr.), Ritratto di Ortensia Mancini, duchessa di Mazzarino, 1676-1680
- Peintre lombard, Cantante alla spinetta (Vanitas), 1650 env.
- Simone del Tintore, due Nature morte, 1650 env.
- Giuseppe Volò (attr.), due Nature morte, 1690-1700
- Giovanni Stefano Doneda, Erodiade presenta la testa del Battista a Erode, 1635
- Giovanni Stefano Doneda, Monetieri a lavori nella zecca con sant'Eligio e la Madonna col bambino, 1640 env.
- Giovanni Stefano Doneda, Didone abbandonata, 1640 env.
- Giovanni Stefano Doneda, Venere e Adone, 1650 env.
- Giovanni Stefano Doneda, Apollo e Marsia, 1665 env.
- Filippo Abbiati, Virginia uccisa dal padre, 1685
- Filippo Abbiati, Trompe-l'oeil con stampe, 1690
- Carlo Preda, Santa Caterina nello studio, 1694
- Carlo Preda, rogo dei filosofi, dopo il 1694
- Carlo Preda, Santa Caterina visitata in carcere dall'imperatrice Faustina, dopo il 1694
- Alessandro Turchi, Cristo morto compianto dagli angeli, 1617 env.
- Girolamo Forabosco, Madonna col Bambino, ante 1660
- Giacinto Gimignani, Urania (Astronomia), 1652 env.
- José de Ribera, Santo eremita, 1650 env.
- Pietro Bellotti, Vecchio bevitore, 1700
- Alessandro Magnasco et collaborateurs, Mercato del Verziere, 1733 env.
- Alessandro Magnasco et Antonio Francesco Peruzzini, Burasca con ponte, ante 1700
- Alessandro Magnasco et Antonio Francesco Peruzzini, Burasca con frati e scaricatori, ante 1700
- Fra Galgario, Ritratto di giovane in veste di scultore, 1730 env.
- Fra Galgario, Ritratto di giovane in veste di artista, 1730 env.
- Fra Galgario, Ritratto di frate, 1732 env.
- Fra Galgario, Autoritratto, 1732
- Antonio Lucini (d), Ritratto di Claudio Antonio Strada, 1722-1724
- Giacomo Ceruti, Ritratto di sacerdote, 1750 env.
- Giacomo Ceruti et atelier, Ritratto di gentiluomo, 1750 env.
- Giacomo Ceruti et atelier, Ritratto di giovinetto, 1750 env.
- Giacomo Ceruti, Filatrice e contadino con gerla, 1765 env.
- Giacomo Ceruti, Ritratto di gentiluomo, 1767 env.
- Paolo Pagani, Sacra famiglia con Snat'Antonio da Padova, 1714 env.
- Sebastiano Ricci, Tentazione di sant'Antonio, 1694-1696
- Sebastiano Ricci, Apoteosi di san Sebastiano, dopo il 1694
- Giambattista Tiepolo, Madonna col Bambino e quattro santi francescani, 1716 env.
- Giambattista Tiepolo, Comunione di santa Lucia, 1748 env.
- Canaletto, Il Molo verso la Riva degli Schiavoni con la colonna di San Marco, avant 1742
- Canaletto, Il Molo verso la Zecca con la colonna di San Teodoro, avant 1742
- Bernardo Bellotto, Palazzo dei Giureconsulti e Broletto a Milano, 1744
- Francesco Guardi, Burrasca, 1775-1790
- Francesco Guardi, Capriccio architettonico con piramide e architrave, 1775 env.
- Francesco Guardi, Capriccio architettonico con rovine romane e laguna, 1775 env.
- Francesco de Mura, Eredità di Alessandro, dopo il 1758
- Francesco de Mura, Partenza di Enea, 1760 env.
- Carlo Amalfi (ambito di), Famiglia di musici, 1760 env.
- Jean-Marc Nattier, Ritratto di Barbara Luigia d'Adda, 1747
- Carlo Innocenzo Carloni (it), Glorificazione del duca Ludovico Eberardo del Württemberg, 1730-1733
- Carlo Maria Giudici (en), Gloria di san Francesco di Paolo, 1760-1770
- Angelo Maria Crivelli dit Crivellone, Volpe e gatto tra volatili, 1690-1700
- Angelo Maria Crivelli dit Crivellone, Animali da cortile, 1690-1700
- Francesco Londonio (en), Pastori con pecore e asinelli, 1763
- Francesco Londonio (en), Pastore che beve, pastora con cesto, asino, pecore e capre, 1762 env.
- Francesco Londonio (en), Scena pastorale, 1762 env.
- Francesco Londonio (en), Due contadini in riposo, 1765 env.
- Francesco Londonio (en), Vecchia contadina filatrice accanto al bestiame, 1775 env.
- Francesco Londonio (en), Scena campestre con pastori e capre, 1770
- Francesco Londonio (en), Autoritratto, 1770 env.

## Sources
- (it) Cet article est partiellement ou en totalité issu de l’article de Wikipédia en italien intitulé « Pinacoteca del Castello Sforzesco » (voir la liste des auteurs).